# Cmentarz św. Rocha w Norymberdze
Cmentarz św. Rocha w Norymberdze jest drugą po cmentarzu św. Jana, najstarszą czynną nekropolią w mieście. Pochowani są tutaj między innymi Peter Vischer starszy i Johann Pachelbel. Cmentarz św. Jana podlegał parafii św. Sebalda w północnej części miasta, a cmentarz św. Rocha podlegał parafii św. Wawrzyńca w południowej części miasta.

Cmentarz św. Rocha w Norymberdze
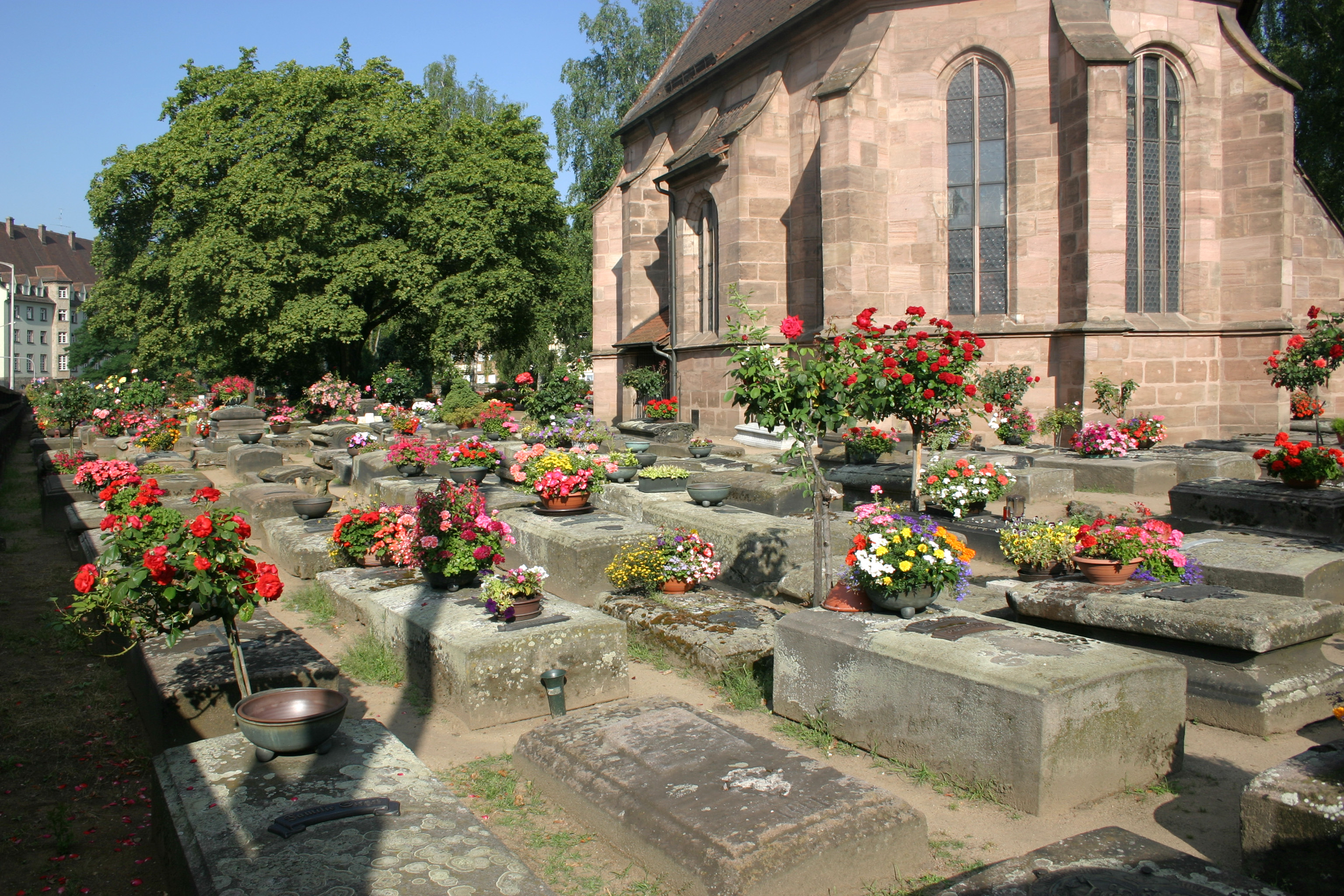
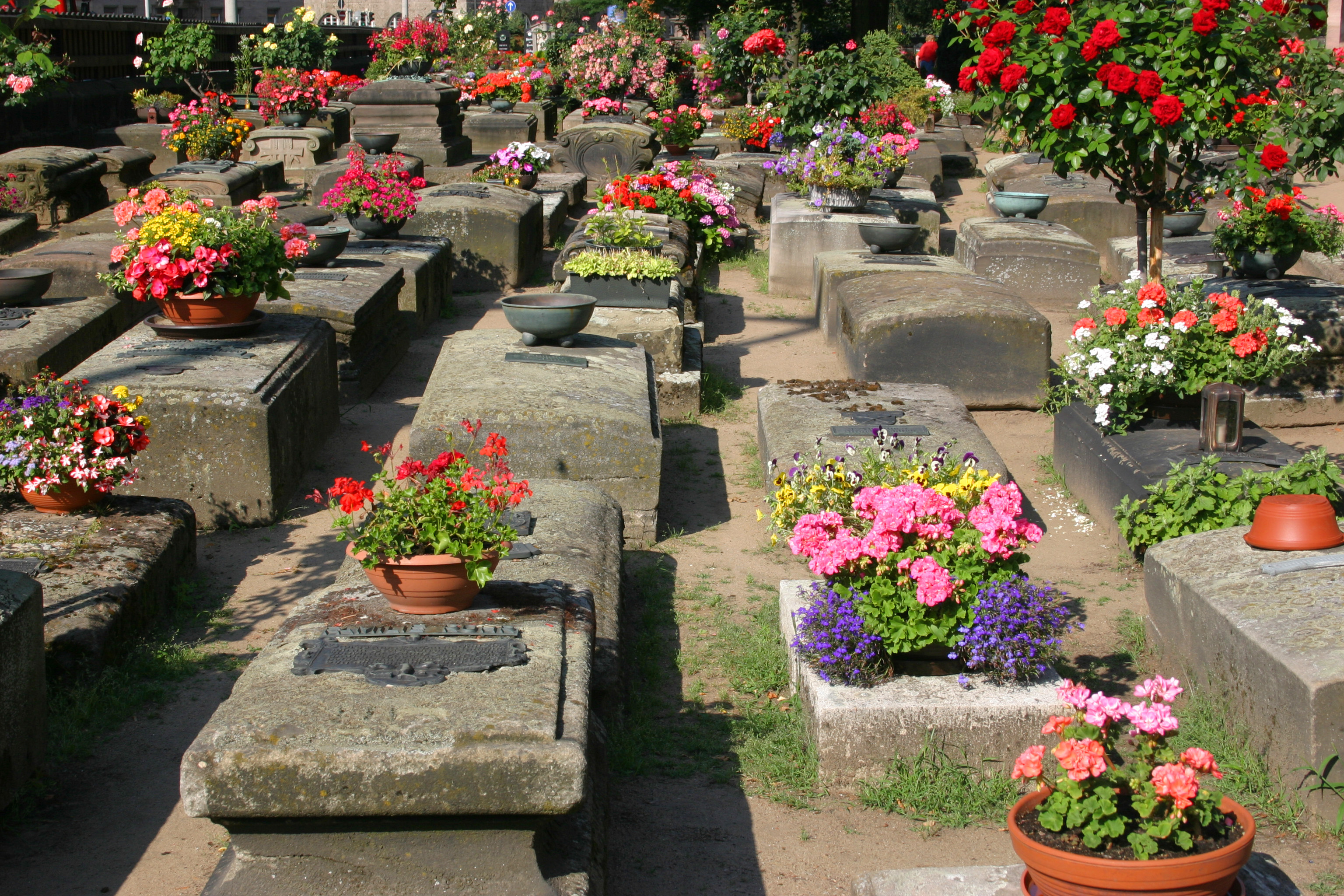
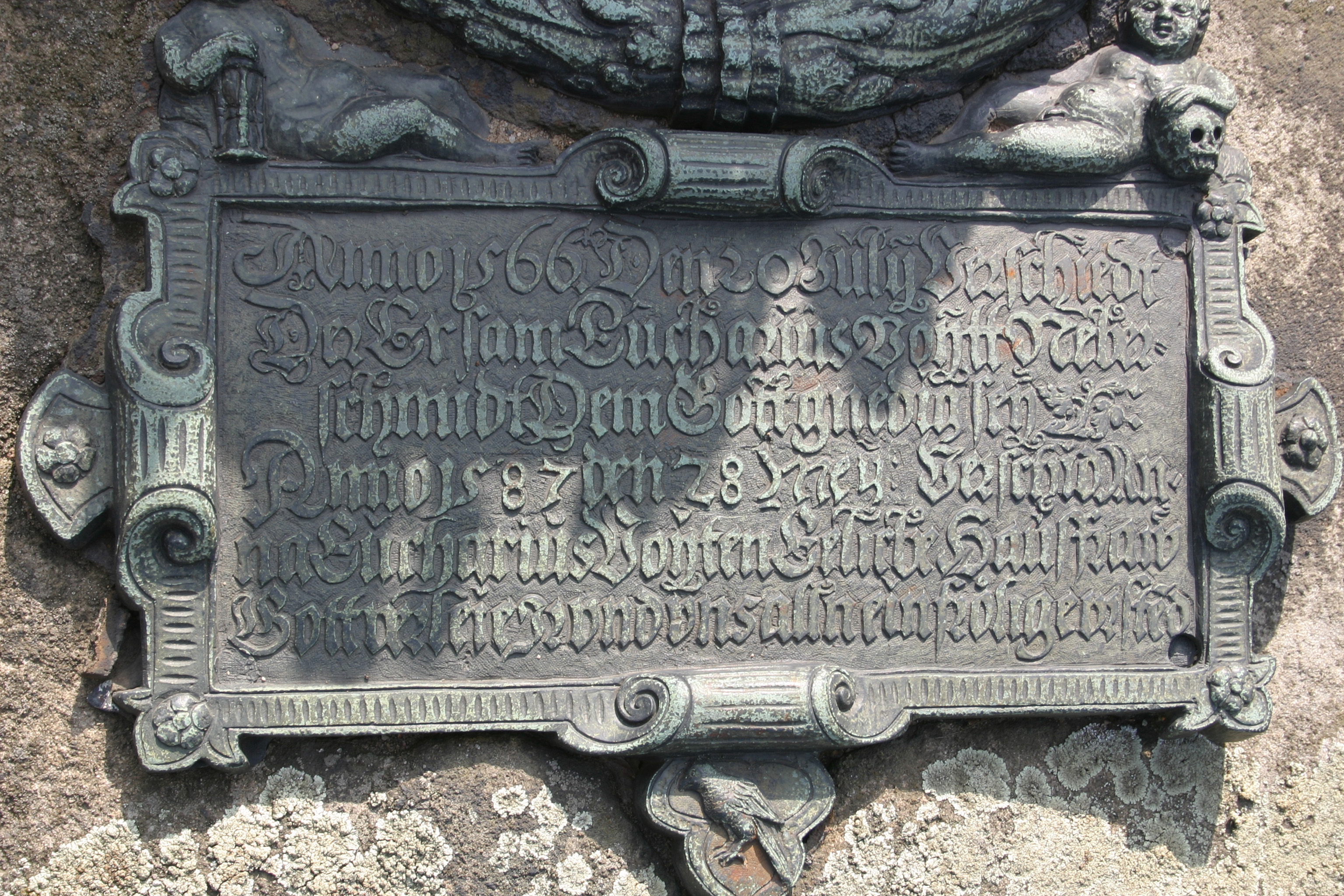
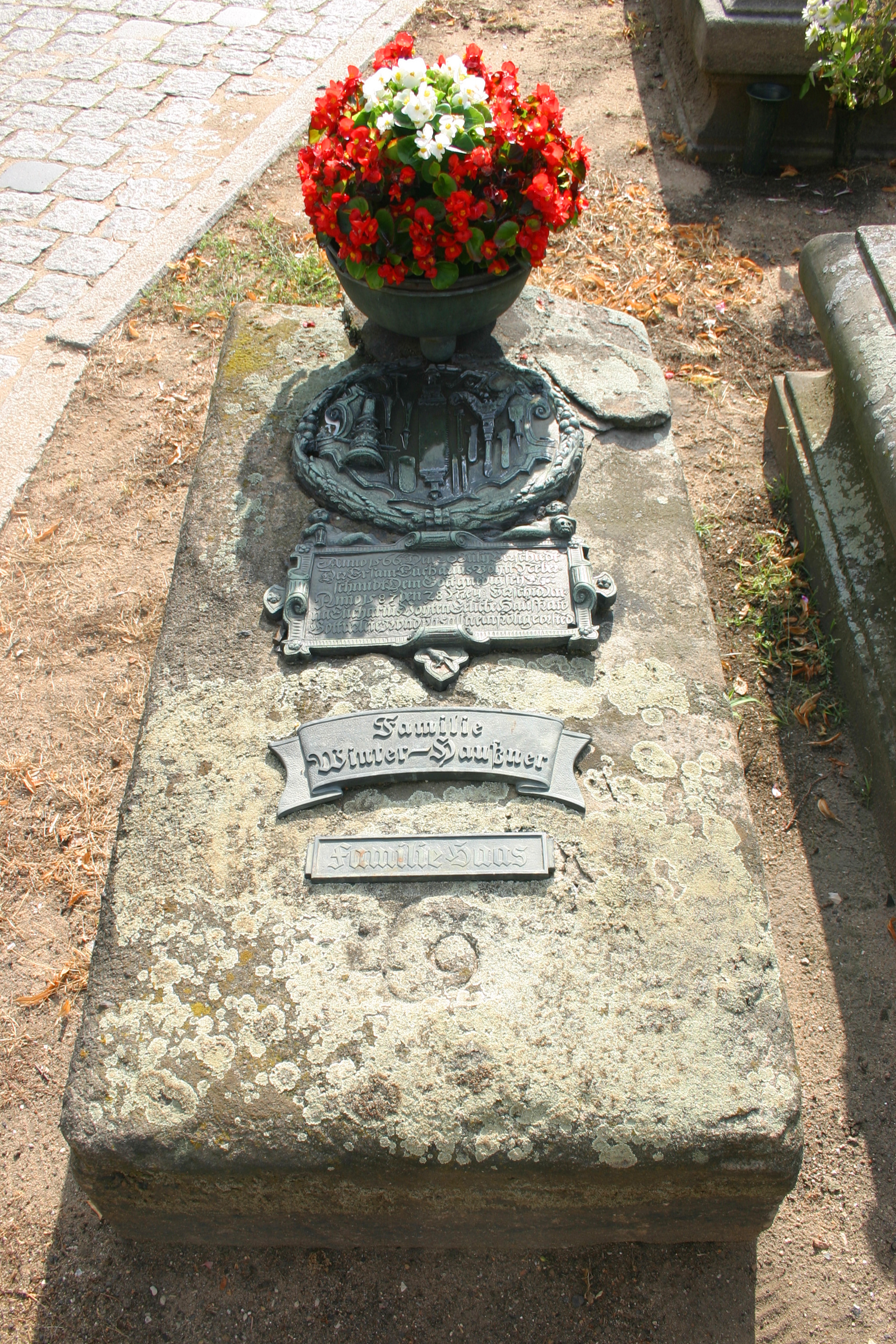
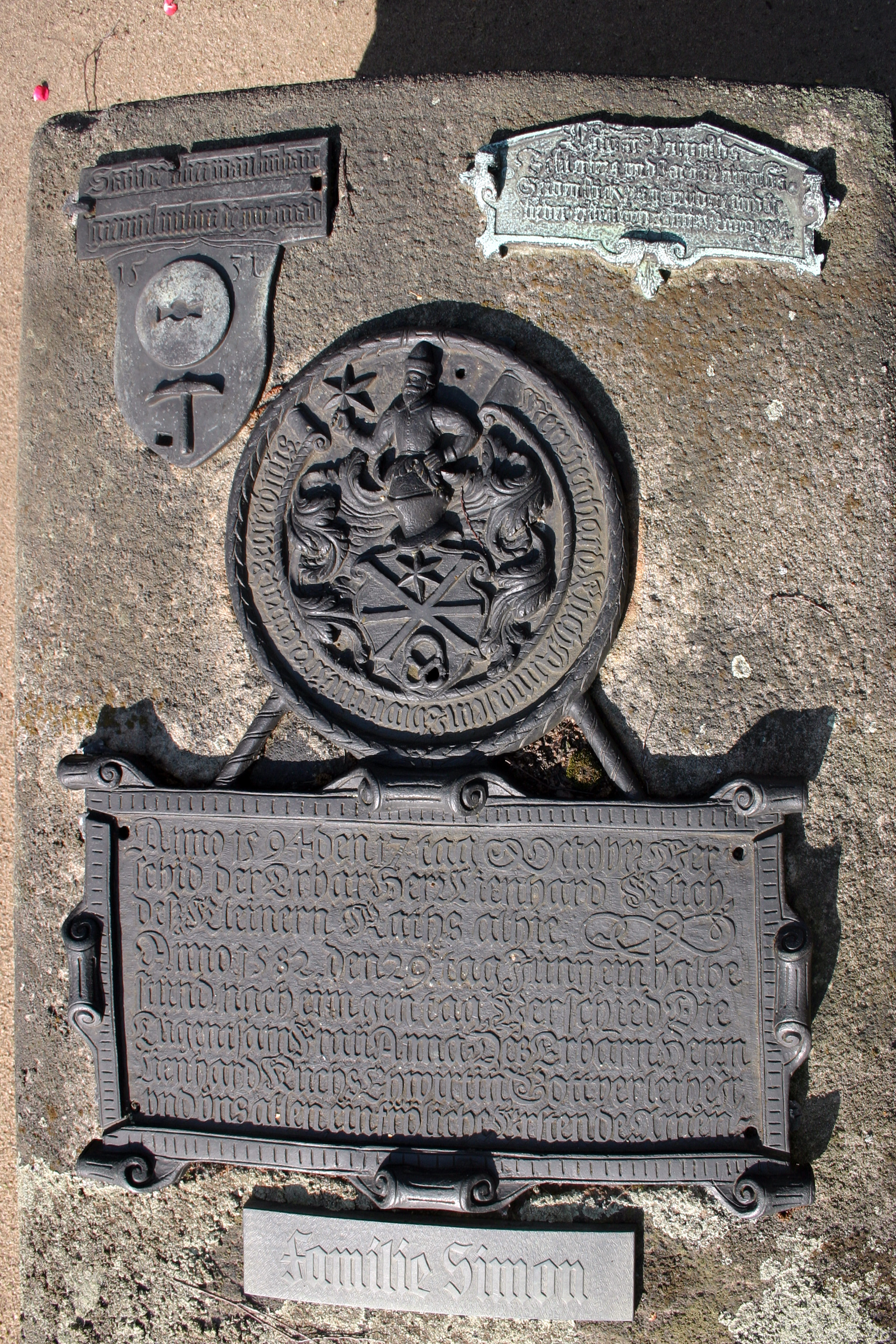

## Źródła
- Kurt Pilz: St. Johannis und St. Rochus in Nürnberg. Die Kirchhöfe mit den Vorstädten St. Johannis und Gostenhof. Carl, Nürnberg 1984, ISBN 3-418-00488-1.